# Pontebos
Het Pontebos is een loofbos dat ten zuidwesten van IJzendijke is gelegen.
Het bevindt zich in de Passageulepolder, ten zuiden van de Passageule en ten westen van de buurtschap Ponte. Het is een afwisseling van bosgebied, weilandjes en waterpartijen. Door het bos lopen wandelpaden en in 2011 werd een brug over de Passageule aangelegd, waardoor men wandelend het centrum van IJzendijke kan bereiken.
Het bos is 30 ha groot en eigendom van Staatsbosbeheer.